# 忠治血笑記
『忠治血笑記』（ちゅうじけっしょうき）は、1936年（昭和11年）製作・公開、久保為義・マキノ正博共同監督による日本の長篇劇映画である。

## 略歴・概要
1936年（昭和11年）2月18日にマキノトーキー製作所が製作・公開した、月形龍之介主演による『國定忠治 信州子守唄』の続篇である。本シリーズは、伊藤大輔が1927年（昭和2年）に手がけた『忠次旅日記』三部作の脚本をもとに、これを同社の設立祝いに贈られたマキノがリメイクしたものである。本作以降、忠治役が月形から変更になっているのは、月形サイドの都合のためであったが、同年前半、月形は7作のマキノトーキー作品に出演した。
本シリーズについては、本作『忠治血笑記』の原版ネガフィルムおよび上映用ポジフィルムは散逸して残っておらず、2012年（平成24年）11月現在、本作を観ることは不可能である。『忠治活殺剱』については、2005年（平成17年）に発掘・復元された45分の上映用35mmフィルムに、音声トラックのないサイレント版・60分の16mmフィルムから欠落したシーンを補っての「復元版58分」が存在する。『國定忠治 信州子守唄』については19分の短縮版上映プリントのみが現存する。

## スタッフ・作品データ
- 製作 : マキノ正博
- 監督 : 久保為義、マキノ正博
- 原作 : 伊藤大輔
- 脚本 : 比佐芳武
- 撮影 : 大森伊八
- 録音 : マキノ正博

- 製作 : マキノトーキー製作所
- 上映時間（巻数 / メートル） : 75分（8巻 / 不明メートル）[1]
- フォーマット : 白黒映画 - スタンダードサイズ（1.37:1） - モノラル録音
- 公開日 :  日本 1936年10月30日
- 配給 :  マキノトーキー
- 初回興行 : 千日前・芦辺劇場

## キャスト
- 葉山純之輔
- 光岡竜三郎
- 原駒子

## シリーズ
1. 國定忠治 信州子守唄
2. 忠治血笑記
3. 忠治活殺剱